# Patti Page
Patti Page, egentligen Clara Ann Fowler, född 8 november 1927 i Claremore, Oklahoma (några källor uppger Muskogee), död 1 januari 2013 i Encinitas, Kalifornien, var en amerikansk sångerska. Hon var en av de största artisterna inom så kallad "traditionell pop". Hennes låtar hade ofta inslag av countrymusik.
Page slog igenom i slutet av 1940-talet, bland annat som sångerska i Jimmy Joys orkester. 1947 fick hon skivkontrakt med Mercury. Hennes största hit var "The Tennessee Waltz" från 1950 vilken är en av de mest sålda singlarna i historien i USA. Den följdes upp av "I Went to Your Wedding" och "The Doggie in the Window". Sin sista stora hit fick hon 1965 med låten "Hush, Hush, Sweet Charlotte" från filmen med samma namn.

## Diskografi

### Studioalbum (urval)
- 1951 – Patti Page Songs
- 1951 – Folk Song Favorites
- 1952 – Tennessee Waltz
- 1953 – Patti Page Sings for Romance
- 1954 – Just Patti
- 1954 – And I Thought About You
- 1954 – Patti's Songs
- 1954 – So Many Memories
- 1955 – I've Heard That Song Before
- 1955 – Romance on the Range
- 1955 – The Waltz Queen
- 1956 – Manhattan Tower
- 1956 – Music for Two in Love
- 1956 – You Go to My Head

### Låtar i urval
- "Confess" (1948) (US #12)
- "So in Love" (1948) (US #13)
- "Money, Marbles, and Chalk" (1949) (US #27, US Country #15)
- "I'll Keep the Lovelight Burning" (1949) (US #26)
- "With My Eyes Wide Open, I'm Dreaming" (1949) (US #11)
- "I Don’t Care If the Sun Don’t Shine" (1950) (US #8)
- "All My Love (Bolero)" (1950) (US #1)
- "Back in Your Own Backyard" (1950) (US #23)
- "Tennessee Waltz" (1950) (US #1, US Country #2)
- "Would I Love You (Love You, Love You)" (1951) (US #4)
- "Down the Trail of Achin' Hearts" (1951) (US #17)
- "Mockin’ Bird Hill" (1951) (US #2)
- "Mister and Mississippi" (1951) (US #8)
- "Detour" (1951) (US #5)
- "And So to Sleep Again" (1951) (US #4)
- "Come What May" (1952) (US #9)
- "Whispering Winds" (1952) (US #16)
- "Once in a While" (1952) (US #9)
- "I Went to Your Wedding" (1952) (US #1)
- "You Belong to Me" (1952) (US #4)
- "Why Don’t You Believe Me" (1952) (US #4)
- "(How Much Is That) Doggie in the Window" (1953) (US #1)
- "Now That I'm in Love" (1953) (US #18)
- "Butterflies" (1953) (US #10)
- ""Father, Father" (1953) (US #23)
- "Changing Partners" (1953) (US #3)
- "Cross Over the Bridge" (1954) (US #2)
- "Steam Heat" (1954) (US #8)
- "What a Dream" (1954) (US #10)
- "Let Me Go, Lover!" (1954) (US #8)
- "Piddlily Patter Patter" (1955) (US #32)
- "Croce di Oro" (1955) (US #16)
- "Go on with the Wedding" (1955) (US #11)
- "My First Formal Gown" (1956) (US #80)
- "Allegheny Moon" (1956) (US #2)
- "Mama from the Train" (1956) (US #11)
- "Repeat After Me" (1956) (US #53)
- "A Poor Man's Roses (Or a Rich Man's Gold)" (1957) (US #14)
- "Old Cape Cod" (1957) (US #3)
- "I'll Remember Today" (1957) (US #23)
- "Belonging to Someone" (1957) (US #13)
- "Another Time, Another Place" (1958) (US #20)
- "Left Right out of Your Heart (Hi Lee Hi Lo Hi Lup Up Up)" (1958) (US #3)
- "Fibbin'" (1958) (US #39)
- "Hush, Hush, Sweet Charlotte" (1965)